# Alcis piaodai
Alcis piaodai är en fjärilsart som beskrevs av Yang 1978. Alcis piaodai ingår i släktet Alcis och familjen mätare. Inga underarter finns listade i Catalogue of Life.